# Castell de Claypotts
El castell de Claypotts és una casa-torre amb planta en Z del segle xvi situat a l'entrada de Broughty Ferry (Dundee, Escòcia). És un dels castells millor conservats de l'època i es troba sota la cura de Historic Scotland, que ho obre al públic varis dies a l'any.

## Història

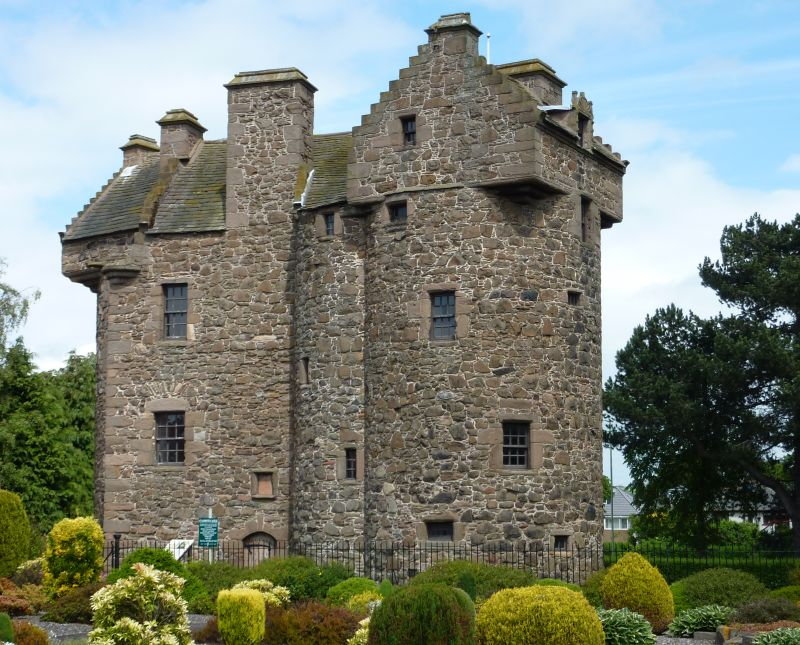
Castell de Claypotts.

El castell va ser fet construir per John Strachan de Claypotts entre 1569 i 1588 en terrenys que l'abadia de Lindores arrendava al clan Stracham des de principis de segle per 12 lliures esterlines, encara que el pagament també incloïa 12 galls. La família Strachan el va vendre l'any 1601 a sir William Graham de Ballunie qui més tard ho va vendre a sir William Graham de Claverhouse. William no va dormir ni una nit al castell, sinó que només va ser usat pels seus grangers. A la mort del seu successor John Graham, I vescomte de Dundee a la batalla de Killiecrankie (1689), la propietat va passar a les mans de la corona.
L'any 1694 el castell va ser atorgat a James Douglas, 2° marquès de Douglas. Després de la mort del seu fill Archibald Douglas, 1er duc de Douglas la possessió del castell va passar als tribunals fins que l'any 1769 va ser atorgat a Archibald Douglas, 1er baró de Douglas. El castell va passar a les mans de l'estat l'any 1926 i ara ho administra Historic Scotland.
Diu la llegenda que al castell va habitar un brownie molt treballador que ajudava molt als servents de la casa fins que se'n va anar cansat per la vagància d'una assistenta de la cuina.

## Arquitectura
El castell té un clàssic disseny en Z amb dues torres rodones en els costats oposats de l'edifici principal. El castell es troba extraordinàriament ben conservat a causa que mai va tenir un marcat paper defensiu. Si bé el disseny és clàssic, les habitacions quadrades amb teulades a dues aigües són úniques.
L'interior és també innovador, amb dues escales en comptes d'una. Una torra allotjava a la família i una altra als convidats. El pis més alt de l'edifici principal era una plataforma d'on sortien balconades.